# Streitdorf (Herrschaft)
Die Herrschaft Streitdorf war eine Grundherrschaft im Viertel unter dem Manhartsberg im Erzherzogtum Österreich unter der Enns, dem heutigen Niederösterreich.

## Ausdehnung
Die Herrschaft umfasste zuletzt die Ortsobrigkeit über Streitdorf, Bruderndorf, Leitzersdorf und Senning. Die Herrschaft wurde von der Herrschaft Kreutzenstein verwaltet, die in Streitdorf über eine Kanzlei verfügte.

## Geschichte
Letzter Inhaber der Allodialherrschaft war Julius Freiherr von Redl zu Rothenhausen. Aufgrund der Reformen 1848/1849 wurde die Herrschaft aufgelöst.